# Perinereis anderssoni
Perinereis anderssoni är en ringmaskart som beskrevs av Johan Gustaf Hjalmar Kinberg 1866. Perinereis anderssoni ingår i släktet Perinereis och familjen Nereididae. Inga underarter finns listade i Catalogue of Life.